# Лакасин (Луизијана)
Лакасин (енгл. Lacassine) насељено је место без административног статуса у америчкој савезној држави Луизијана.

## Демографија
По попису из 2010. године број становника је 480.
| Група             | 2000.    | 2010.       |
| Белци             | 0 (0,0%) | 431 (89,8%) |
| Афроамериканци    | 0 (0,0%) | 26 (5,4%)   |
| Азијати           | 0 (0,0%) | 0 (0,0%)    |
| Хиспаноамериканци | 0 (0,0%) | 21 (4,4%)   |
| Укупно            | 0        | 480         |